# Périphérique intérieur de Thessalonique
Pour les articles homonymes, voir Route nationale 111.

Le périphérique intérieur de Thessalonique (en grec moderne : Εσωτερική Περιφερειακή οδός Θεσσαλονίκης) est une rocade périphérique à deux voies encerclant la majeure partie de la zone urbaine de Thessalonique en Grèce.

## Description
Ouverte dans les années 1990, le périphérique intérieur se compose de la rocade occidentale (Δυτική Περιφερειακή) et de la rocade principale (Εσωτερική Περιφερειακή).
Le tronçon périphérique ouest commence par l'autoroute A2 puis elle traverse les communes de Ambelókipi-Meneméni, Kordelió-Évosmos et Pávlos Melás, puis elle rejoint l'autoroute A24 (Promachonas – Nea Moudania) près d'Efkarpía.
L'autoroute A24 constitue le tronçon principal, long de 21 km, du périphérique intérieur.
Dans le sud de Thessalonique, l'autoroute A123 forme une courte extension du périphérique intérieur de Thessalonique, le reliant à la route nationale 16 et à l'aéroport de Thessalonique.

## Tracé
| Lieu          | Partie de                            | Sortie                         | Nom                    | Destinations |
| ------------- | ------------------------------------ | ------------------------------ | ---------------------- | ------------ |
| Thessalonique |                                      | K16                            | Échangeur de Kalochóri | A122         |
| Thessalonique |                                      | K17                            | Rue Monastiríou (el)   |              |
| Thessalonique | Rue du 23 juillet 1974, Áno Kordelió |                                |                        |              |
| Thessalonique | Áno Kordelió                         |                                |                        |              |
| Thessalonique | Rue Meandros, Évosmos                |                                |                        |              |
| Thessalonique | Rue Makriyánnis, Stavroúpoli         |                                |                        |              |
| Thessalonique | K18                                  | Rue Langadás (el), Stavroúpoli |                        |              |
| Thessalonique | Rue du 25 mars, Efkarpía             |                                |                        |              |
| Thessalonique |                                      | K5                             | Efkarpía               |              |
| Thessalonique | [ 3 ]                                | K6                             | Políchni               |              |
| Thessalonique | [ 3 ]                                | K7                             | Kástra                 |              |
| Thessalonique | [ 3 ]                                | K7A                            | Ágios Pávlos           |              |
| Thessalonique | [ 3 ]                                | K8                             | Triandría              |              |
| Thessalonique | [ 3 ]                                | K9                             | Áno Toúmba             |              |
| Thessalonique | [ 3 ]                                | K10                            | Pyléa/Malakopí (el)    |              |
| Thessalonique | [ 3 ]                                | K11                            | Pyléa/Panórama         |              |
| Thessalonique |                                      | K12                            | Kalamariá interchange  |              |
| Thessalonique | A123                                 |                                | Poseidonos             |              |
| Thessalonique | A123                                 | Ethnikis Antistaseos           |                        |              |